# Bram

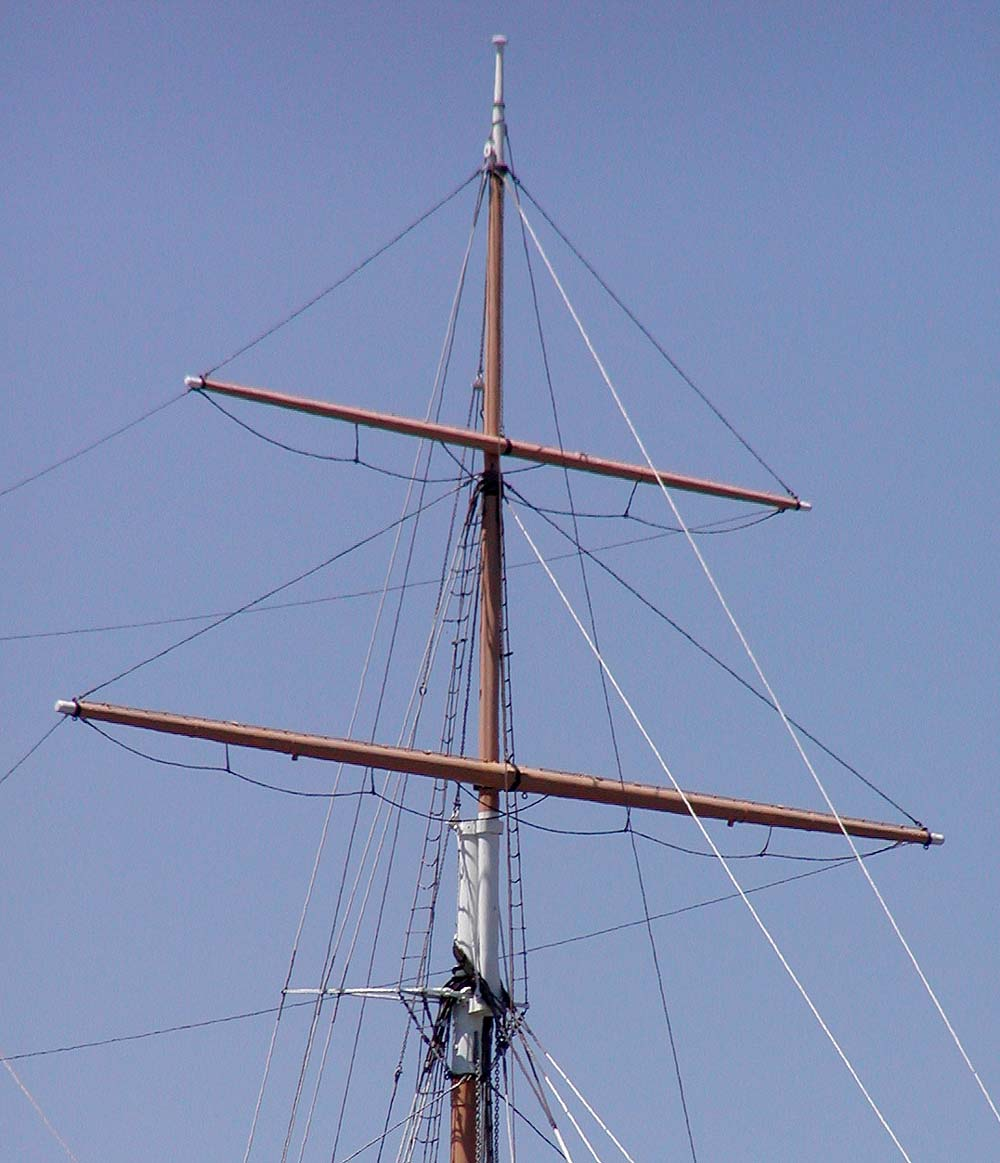
Die Bramstenge (oben) verlängert den Schiffsmast

Die Bram oder Bramstenge ist die zweite Verlängerung eines Schiffsmastes, oberhalb der Marsstenge. Nach ihr werden alle Takelungselemente (Saling, Rahen, Segel, Stehendes Gut), die daran befestigt sind, benannt: Bramsegel, Bramrah, Bramstengestag, Brampardunen etc. Sie war früher aus Holz gefertigt.
Aus Gründen der Stabilität wurden bereits im ausgehenden 19. Jahrhundert und zu Beginn des 20. Jahrhunderts die Bramstengen besonders großer, mehrmastiger Segler aus Stahlblech gefertigt (wie beispielsweise bei folgenden Schiffen: France, Preußen und Passat).